# أمريكا غوت تالنت الموسم الثالث
تم عرض الموسم الثالث من أمريكا غوت تالنت في 17 يونيو 2008 واختتم في 1 أكتوبر 2008، كان المضيف لهذا الموسم جيري سبرينغر. والحكام هم ديفيد هاسيلهوف، شارون أوزبورن، وبيرس مورغان، الفائز بهذا الموسم كان نيل إي. بويد.